# Piscine
Pour les articles homonymes, voir Piscine (homonymie).
Une piscine est un bassin artificiel, étanche, rempli d'eau et dont les dimensions permettent à un être humain de s'y plonger au moins partiellement. Une piscine se différencie d'une cuve ou d'une baignoire par ses équipements de filtration (pompe, filtre…). Il existe différents types de piscine dont les caractéristiques varient en fonction de leurs destinations (piscine privée, piscine privée à usage collectif, piscine publique) et de leur usage (piscine familiale, piscine de loisir, piscine thérapeutique, piscine d'entraînement sportif, piscine de plongée, aussi appelée « fosse à plongée »…). Les piscines servent à la détente, la socialisation, le jeu, le sport (natation course, plongée, water-polo), et l'apparat (décoratif).

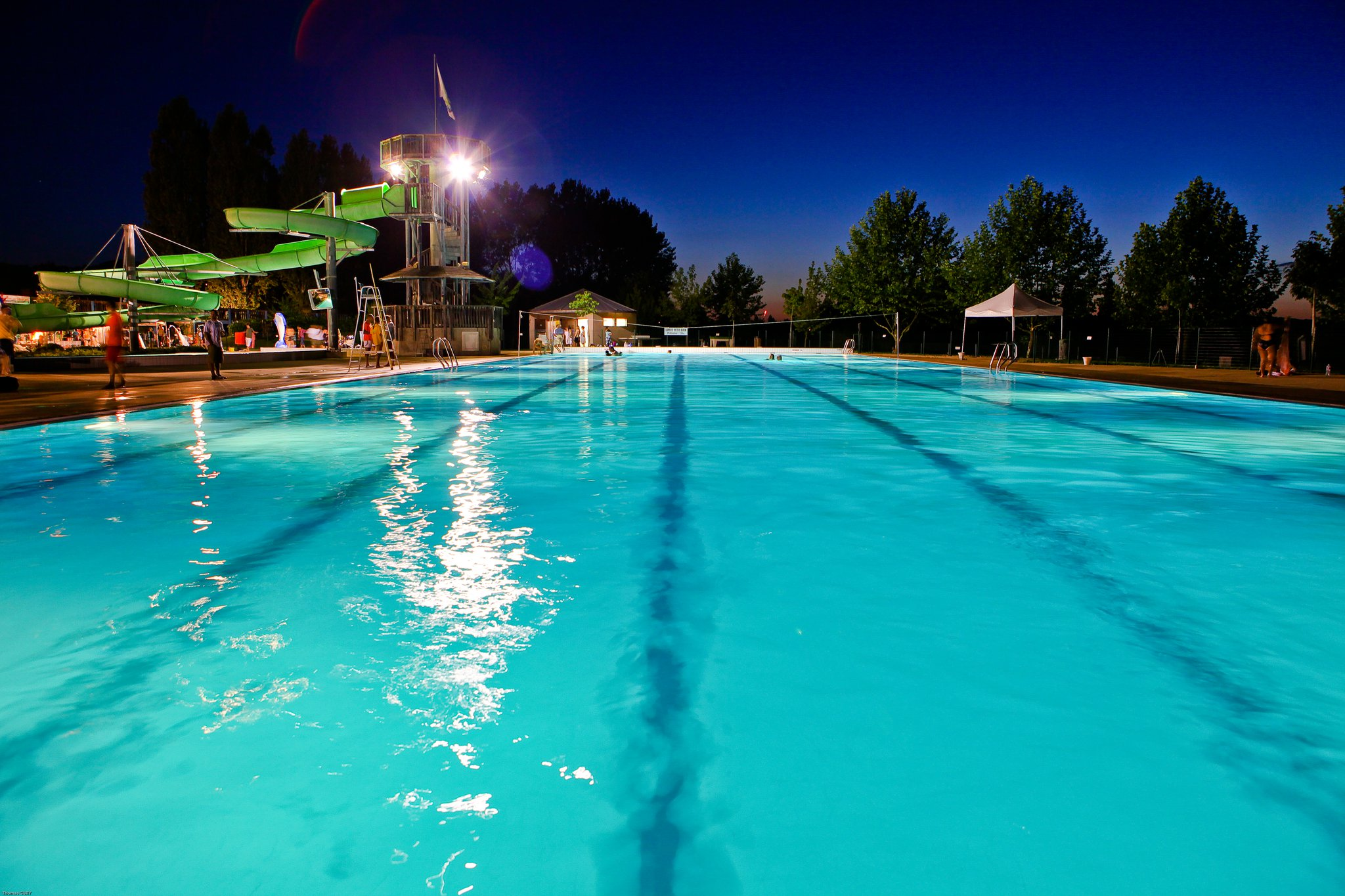
Un bassin du parc aquatique du Ludolac à Vesoul.

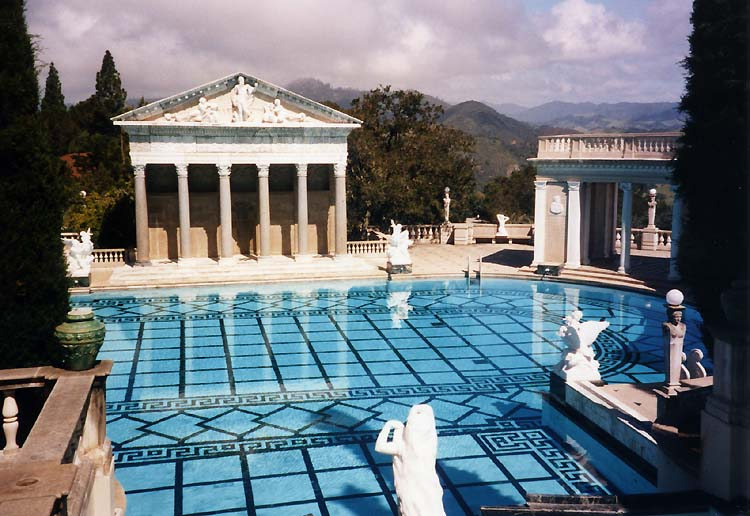
Piscine de Neptune, Hearst Castle, Californie.

## Étymologie
Du latin piscina (« vivier ») dérivé du mot piscis (« poisson »), le terme piscine adopte, depuis 1865, le sens de bassin pour activités humaines.

## Types de piscine

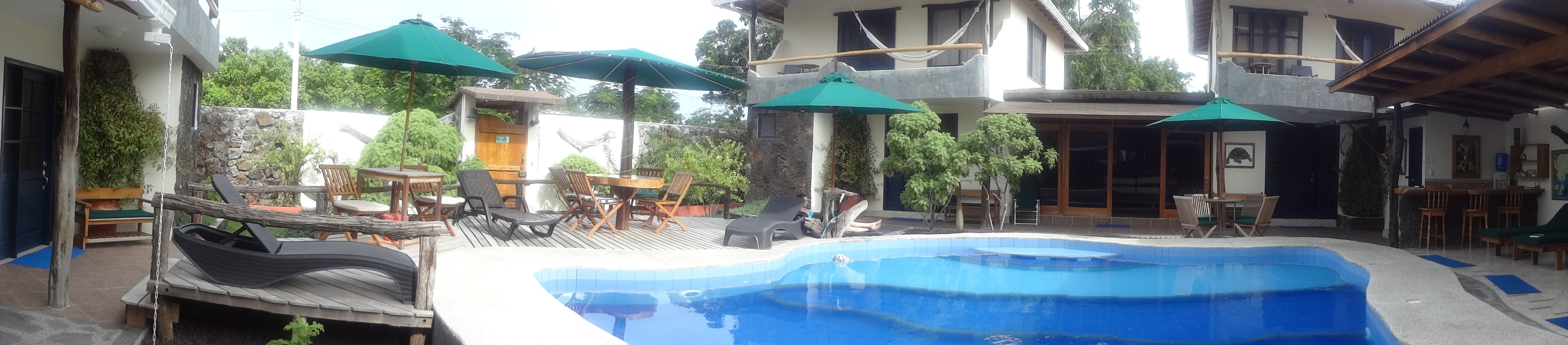
Piscine, Galapagos Cottages, Île Santa Cruz (îles Galápagos).

### Piscines publiques

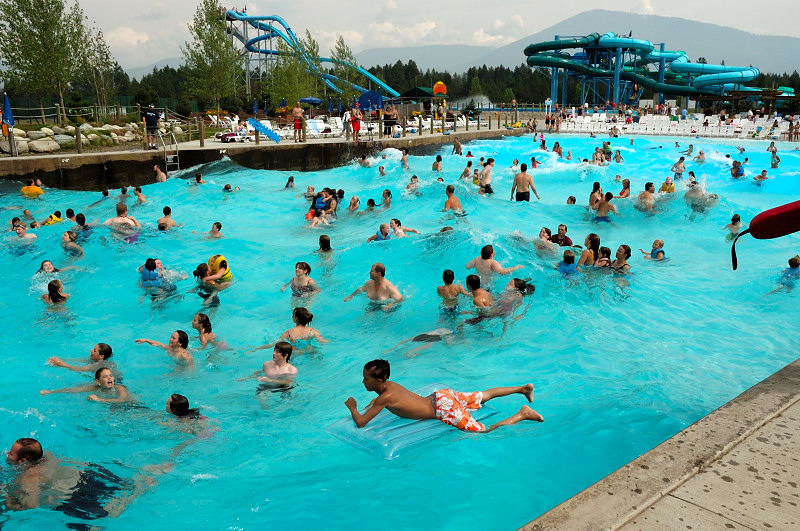
Piscine à vagues, en extérieur.

Les piscines publiques sont composées d'un ou plusieurs bassins et leur accès est le plus souvent payant.
- Les piscines publiques, couvertes, en France, comportent, en général, un bassin de 25 mètres de longueur pour une largeur comprise entre 10 m et 20 mètres ;
- Une piscine olympique est un bassin de 50 mètres de longueur par 25 mètres de large, qui peut servir pour les compétitions internationales, notamment les Jeux olympiques ; son volume est d'environ 3 000 m3.

Dans le cadre des grands programmes nationaux de construction d’équipements, plusieurs programme architecturaux ont permis de créer des centaines de piscines 
En France, les piscines publiques sont surveillées par des maîtres-nageurs sauveteurs, qui assurent la sécurité des piscines et sont compétents pour le sauvetage aquatique.

### Piscines privées

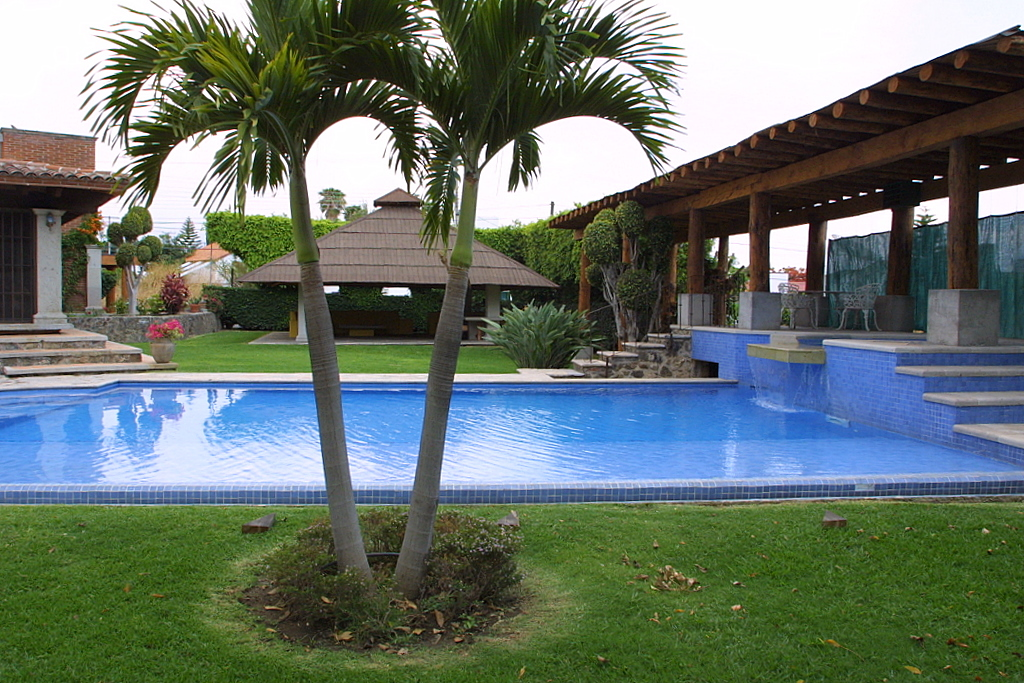
Piscine privée dans une villa des environs de Mexico.

Les piscines privées sont des piscines dont l'usage est dit « familial », c'est-à-dire qu'elles ne sont pas amenées à recevoir du public. On distingue les piscines privées des piscines privées à usage collectif (piscine d'hôtel, de chambre d'hôte, de campings, etc.) qui sont destinées à accueillir du public. Ces dernières doivent respecter les mêmes normes DDASS que les piscines publiques.
Les piscines privées dépassent rarement 12 × 6 mètres, bien que les dimensions ne dépendent que de la volonté du maître d'ouvrage. Les piscines maçonnées, en béton armé ou en gunite (telles que la piscine d'Algarrobo) n'ont pas de limite de dimensions. Les piscines préfabriqués ont par définition un nombre fini de forme et souffrent de limites dans les dimensions (transport exceptionnel ou par hélicoptère pour les piscines coques, dimensions hors limite pour le liner). Le plus souvent, elles sont enterrées, mais peuvent être hors sol (souvent de dimensions plus réduites : 7 × 3 m ou 6 × 4 m). De nos jours, elles ont souvent une profondeur variant entre 1,00 et 1,60 mètre alors que les piscines plus anciennes ont des profondeurs plus importantes (de 1,80 m en moyenne).
Les coûts d'acquisition ont globalement baissé depuis le début des années 1980 avec le développement des produits d'entrée de gamme comme les piscines en kit, mais de manière générale, la propriété d'une piscine est un signe extérieur de richesse (en raison du coût d'installation elle-même, des équipements (chauffage, traitement d'eau, type filet de sécurité ou abris, de l'entretien, et du traitement de l'eau). Les piscines en kit sont composées de panneaux modulaires en divers matériaux recouverts par un liner. Ce dernier est une bâche étanche plaquée contre le fond et les parois par le poids de l'eau. Il doit généralement être changé au bout d'une dizaine d'années, ce qui induit alors un coût non négligeable.
Avec 24 % du parc en France (en 2012), la région Provence-Alpes-Côte d'Azur est la première de France pour les piscines privées.

## Techniques de construction
Il existe plusieurs façons d'installer ou de construire une piscine selon l'usage et la destination du projet. On peut distinguer les piscines dites hors-sol, et les piscines enterrées. Le choix s'effectue en fonction des problématiques d'accès pour les engins de chantier pour le terrassement, et la construction (camion toupie, benne, pelleteuse…), et des coûts de fabrication.

### Structures de piscine

#### Piscines hors-sol
« Piscine hors-sol » redirige ici. Pour les autres significations, voir Hors-sol.
Les piscines hors-sol sont des bassins posés à même le sol, sans terrassement particulier, sur un terrain préparé (sable, géotextile, dalle de béton…). Ces piscines peuvent également être enterrées, mais avec une faible durabilité. Elles existent sous deux formes :
- Piscine hors sol autoportante : piscine équipé d'un boudin gonflé d'air en partie haute du bassin et dont le liner en forme de tore permet à l'ensemble de tenir par lui-même. Généralement de forme circulaire ou ovoïdes, il existe cependant des piscines autoportantes rectangulaires avec un renfort sur la grande longueur ;
- Piscine hors sol à support : piscine à support bois ou métallique sur lequel est fixé un liner attaché en partie haute du bassin. Le support donne la forme et la résistance de la piscine, le liner assure l'étanchéité du bassin.

#### Piscines enterrées préfabriquées
- Coque polyester : sont des structures légères et étanches, fabriquées en usines et prêtes à être installées. Technique originellement conçu pour les toits de par leur légèreté, il est possible de les enterrer moyennant une protection importante contre les poussées du sol. Elles sont déclinées sous plusieurs formes, leurs dimensions demeurant toutefois limitées en largeur en raison des impératifs liés à leur transport par la route (hauteur des ponts et tunnels souvent limitée à 4,30 mètres) ;
- Piscine modulaire : souvent composée d'un kit comprenant des panneaux, de la visserie et un liner d'étanchéité. Sur une dalle béton saine, les panneaux (acier galvanisés, plastique, bois…) sont assemblés entre eux afin de créer un support. L'imperméabilité est assurée par un liner PVC ou plus rarement par un liner dit membrane armé, soudé sur place.

#### Piscines enterrées construites
Les piscines maçonnées en béton, du type : « agglo, banché, projeté, coulé ou vibré » sont des structures résistante pouvant recevoir différents types de revêtement.
- Piscine maçonnée : existent généralement selon deux procédés :
  - les piscines en maçonneries (agglos creux collés par le bas) qui doivent recevoir un liner comme étanchéité ;
  - les piscines en bloc à bancher (agglos de béton remplis de béton) permet de réaliser une structure résistante[7], pouvant recevoir un carrelage ou enduit de finition après étanchéité. Il existe aussi des agglos en polyester à bancher qui pourront recevoir un liner en finition.
- Piscine béton armé : se dit d'une piscine construite selon les règles de construction béton armé ou encore banché, coulé et/ou vibré. La réalisation d'une piscine en béton armé nécessite plus d'études pour le calcul, la pose et la structure des fers ;
- Piscine béton armé monobloc : généralement en gunite ou béton projeté. Ce dernier permet de réaliser une structure monobloc de haute résistante[8].

| Type de structure              | Installation                   | Monobloc | Résistance (en psi) | Forme libre | Coût d’acquisition |
| ------------------------------ | ------------------------------ | -------- | ------------------- | ----------- | ------------------ |
| Piscines hors sol autoportante | Particulier                    | Non      | Faible              | Non         | Faible             |
| Piscines hors sol modulaire    | Particulier                    | Non      | Faible              | Non         | Faible             |
| Coque polyester                | Professionnelle et particulier | Oui      | 500                 | Non         | Moyen              |
| Panneaux modulaires            | Professionnelle et particulier | Non      | 1000                | Non         | Moyen              |
| Béton maçonné                  | Particulier                    | Non      | 1500                | Oui         | Moyen              |
| Béton banché                   | Professionnelle                | Non      | 2500-4000           | Oui         | Élevé              |
| Béton projeté                  | Professionnelle                | Oui      | 4500-9000           | Oui         | Élevé              |

### Revêtements de piscine
Il existe différents types de revêtements de piscine en fonction du type de structure :
- Liner : membrane en PVC, le liner est une bâche préfabriquée aux dimensions exactes de la piscine, permettant d'en assurer l'étanchéité. Le liner a une épaisseur variant de 0,75 à 1 mm ;
- Membrane armée : dérivée du liner, la membrane armée se présente en rouleau de PVC souple, son épaisseur varie entre 1,5 et 2 mm. Elle est découpée sur place et assemblé directement aux formes de la piscine ;

- Polyester : généralement composé d'un primaire d'accrochage, d'une couche de fibre de verre collée à la résine et d'une couche de finition ;
- Peinture : peinture spécialement conçue pour l'immersion, à renouveler tous les 1 à 2 ans ;
- Carrelage : généralement en pâte de verre de 2,5 × 2,5 cm (mais d'autres dimensions sont disponibles), le carrelage est un des revêtements les plus utilisés ;
- Enrobé : aussi appelé pebble, les enrobés sont des revêtements dont le grain est apparent ;
- Enduits : les enduits sont constitués d'un liant (ciment), d’agrégats de différentes granulométrie (poudre de marbre, cristaux de marbre, quartz, etc.) et d'adjuvants (plastifiants et/ou durcisseurs).

| Type de structure              | Indépendant du support | Indépendant du support | Indépendant du support | Dépendant du support | Dépendant du support | Dépendant du support | Dépendant du support |
| Type de structure              | Liner                  | Membrane armé          | Polyester              | Peinture             | Carrelage            | Enrobé               | Enduits              |
| ------------------------------ | ---------------------- | ---------------------- | ---------------------- | -------------------- | -------------------- | -------------------- | -------------------- |
| Piscines hors sol autoportante | Non                    | Non                    | Non                    | Non                  | Non                  | Non                  | Non                  |
| Piscines hors sol modulaire    | Oui                    | Non                    | Non                    | Non                  | Non                  | Non                  | Non                  |
| Coque polyester                | Non                    | Non                    | Non                    | Non                  | Non                  | Non                  | Non                  |
| Panneaux modulaires            | Oui                    | Oui                    | Oui                    | Non                  | Non                  | Non                  | Non                  |
| Béton maçonné                  | Oui                    | Oui                    | Oui                    | Non                  | Non                  | Non                  | Non                  |
| Béton banché                   | Oui                    | Oui                    | Oui                    | Non                  | Non                  | Non                  | Non                  |
| Béton projeté                  | Non                    | Oui                    | Oui                    | Oui                  | Oui                  | Oui                  | Oui                  |

### Dénominations particulières

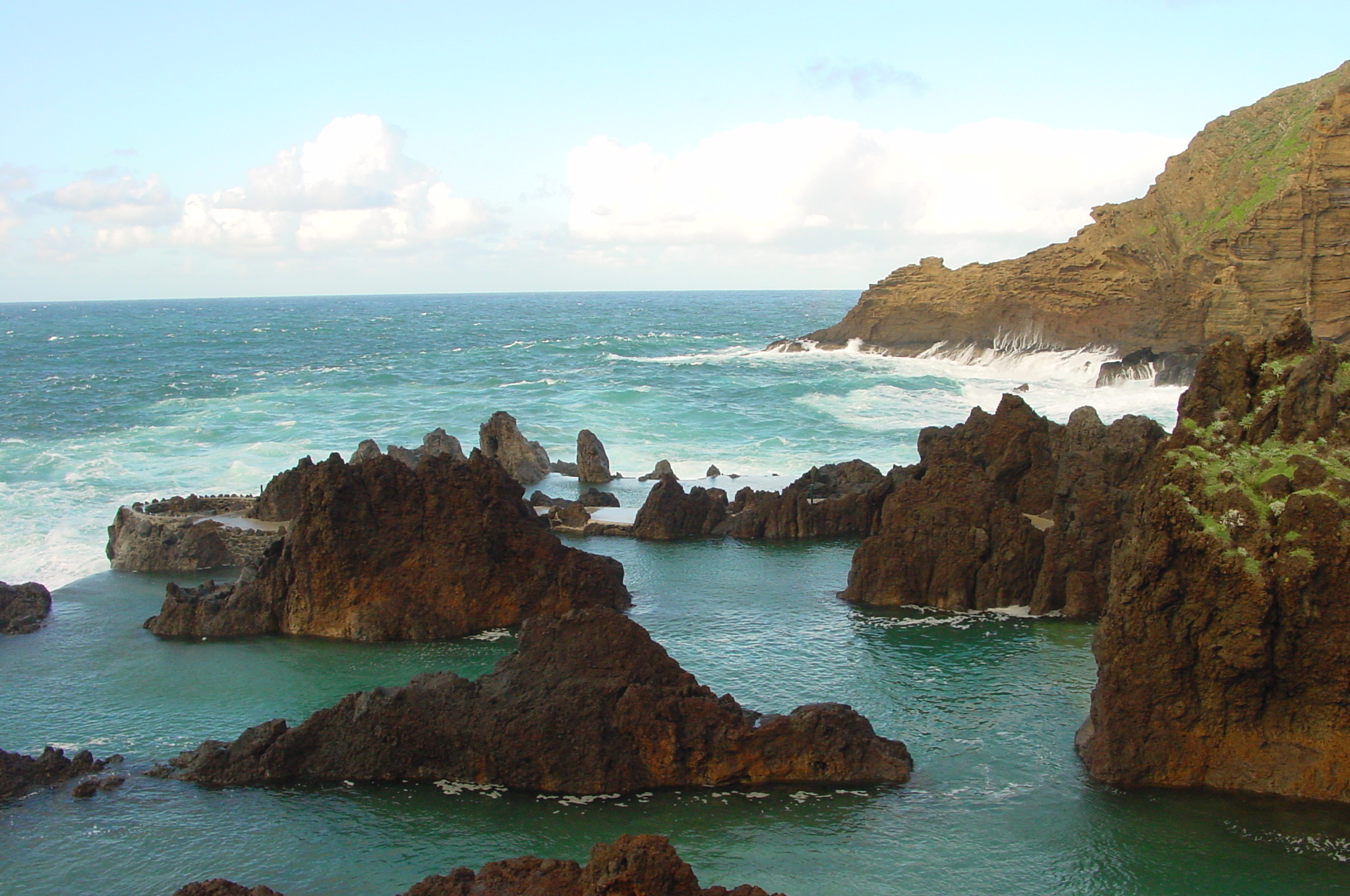
Piscine de mer à Porto Moniz (Madère).

Il existe des dénominations spécifiques caractérisant des types de piscine :
- Piscine de mer : au début du XXe siècle, particulièrement en Australie, des piscines de mer furent construites, le plus souvent sur des promontoires, en utilisant les bassins naturels formés entre les rochers, éventuellement clos par des murs de maçonnerie, l'eau étant renouvelée grâce à des réservoirs alimentés par la marée ou simplement par les eaux de la marée haute. Des piscines de mer existent aujourd'hui dans d'autres endroits, particulièrement ceux qui sont dépourvus de plages, tels qu'archipel portugais de Madère ;
- Baignade biologique : le bassin biologique est un bassin de baignade agrémenté de végétaux assurant la filtration naturelle de l'eau, dépourvu ainsi de produits chimiques, et dont la forme libre est bordée d’une végétation. La tendance écologique a fait la part belle d'un point de vue médiatique à ce type de réalisations. Dans les faits seules quelques dizaines de bassins ont été construits sur les 1 500 000 piscines de particuliers réparties dans l'Hexagone. Techniquement parlant, les expériences à grande échelle comme à Combloux (Haute-Savoie) demeurent décevantes : fermetures, pollutions, contraintes prophylactiques et techniques ont émaillé les essais de ce type de bassins de baignades ;
- Fosse de plongée : une fosse de plongée est un bassin profond en piscine artificielle permettant notamment de s’entraîner à la plongée en apnée ou en scaphandre autonome (avec bouteille) ;
- Fosse à plongeon : une fosse à plongeon est un bassin, généralement d'une profondeur de 5 mètres , surmonté de tremplins (1 mètre et 3 mètres) et de plates-formes (5, 7,50 et 10 mètres) et destiné à la pratique du plongeon ;
- Piscine de rééducation : la gymnastique pratiquée en piscine met en jeu la pesanteur moindre du corps dans l'eau (grâce à la poussée d'Archimède, on considère qu'un corps y est environ cinq fois plus léger[réf. nécessaire]). Les bassins sont étudiés de façon à pourvoir réaliser des exercices (petite « rivière » de marche par exemple, où il est possible d'appuyer les mains des deux côtés). Ils sont généralement d'une profondeur de 1,50 mètre permettant d'avoir pied et de marcher, de faire les mouvements de tout le corps pour se délier les articulations suivant les indications du kinésithérapeute. La fréquentation du bassin est limitée en faible nombre de participants pour de strictes règles de non transmission d'agents pathogènes. Les patients sont contrôlés pour ne pas être porteurs de pathologies transmissibles. La piscine est équipée d'appareils permettant aux patients d'accéder à l'eau même en cas de fort handicap moteur. Des jets pulsant l'eau en massage sont installés en appareil sur le bord, le masseur peut utiliser une lance à eau individuelle. L'utilisation d'un fond mobile est très efficace et aide les personnes à mobilité réduite à descendre dans l'eau sans danger ;
- Piscine thermale : une piscine thermale, issue d'une source thermale, est un bassin chauffé qui recueille la chaleur d'une source thermique souterraine. Elle est reconnue pour les effets thérapeutiques comme pour des soins de réhabilitation, handicap…

## Qualité de l'eau

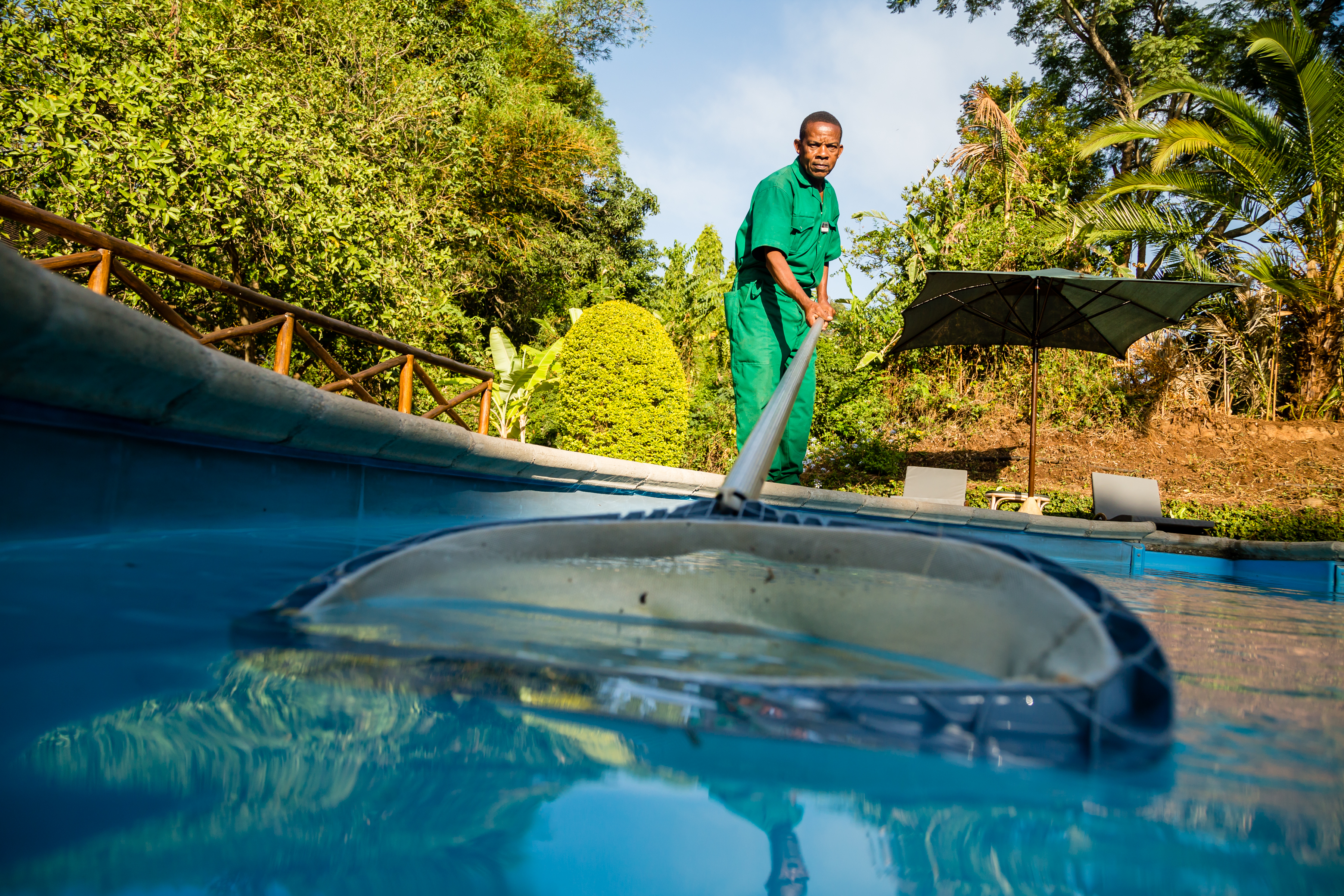
Nettoyage de piscine en Tanzanie.

La qualité de l'eau d'une piscine est un élément fondamental du confort de la baignade aussi bien en ce qui concerne la sécurité sanitaire que le plaisir du bain. Et notamment pour les personnels encadrants (éducateurs sportifs, professeurs des écoles, maîtres-nageurs…) qui sont exposés régulièrement ou en permanence, soit directement, soit par les émanations (vapeurs) dont certaines contribuent à donner une odeur caractéristique (chloramine) à l'atmosphère d'une piscine en espace clos. La qualité de l'eau de piscine repose sur différents éléments.

### Prévention pour la qualité de l'eau
Des mesures simples permettent de limiter les impacts humains sur la bonne qualité originale de l'eau du bassin. Une bonne hygiène est ainsi la base : se laver intégralement avant d'entrer dans l'eau, avec du savon, puis bien se rincer, cela s'illustre d'ailleurs par un passage dans le Pédiluve obligatoire dans les piscines collectives. Ceci permet d'éliminer sueur, peaux mortes, maquillage, gel coiffant… Ne porter qu'un maillot ou des habits propres. Ne pas uriner, cracher, ni fréquenter ce genre d'espace partagé lorsque l'on est sujet à une maladie contagieuse. Des agglomérations communiquent sur cet axe de prévention.

### Filtration et entretien

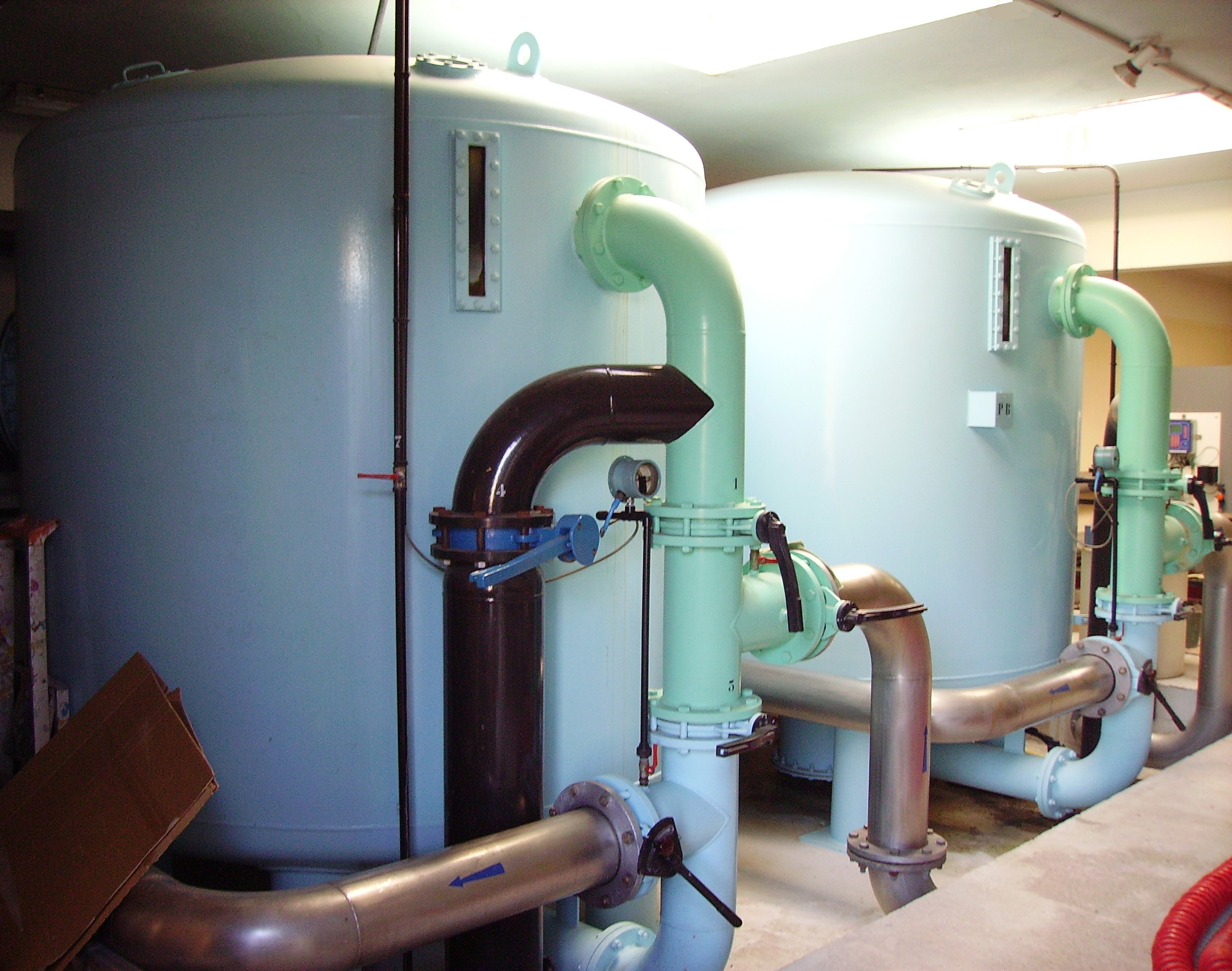
Local de filtration d'une piscine publique.

Pour que la piscine reste propre, il faut s'assurer de la qualité de la filtration et de l'entretien de la piscine pour garantir la propreté (physique et chimique) de l'eau. Selon la Fédération des Professionnels de la Piscine, la filtration est responsable de 80 % de la qualité de l'eau. Pour cela, il faut un système de filtration dimensionné, performant et entretenu régulièrement avec une circulation d'eau optimale : un écumage de surface (élimination des impuretés flottantes par un système de skimmer, d'écumeur de surface, de débordement ou de goulotte) et une aspiration de fond (bonde de fond permettant l'aspiration des impuretés ayant coulé.

### Qualité chimique de l'eau

#### Désinfection
Une eau de piscine doit être désinfectée et désinfectante (eau chargée en désinfectant). Dans les piscines publiques ou la fréquentation et la pollution sont importantes, il faut notamment assurer un taux de chlore optimal ainsi qu'un pH correct (7,2 à 7,4) (afin que le chlore soit le plus efficace possible). Dans les piscines privées, ces valeurs dépendent du revêtement (liner, polyester, carrelage, enduit marbre…). Pour la désinfection, on se sert généralement de produits suivants :
- le chlore et les produits chlorés (le plus utilisé et il est homologué pour les piscines publiques en France)[Note 3] ; le chlore peut être stabilisé ou non stabilisé ;
  - « chlore longue durée » (avec ou sans produit additionnel tel que floculant ou anti-algue) ;
  - « chlore choc » : pour « rattraper » (corriger et/ou ré-assainir) une eau ayant « tourné » (s'est polluée ou s'est retrouvée polluée) à la suite de grosses chaleurs ou de pluies acides ;
- le brome (moins irritant, plus efficace à température élevée mais plus onéreux, très conseillé pour les spas) ;
- le polyhexaméthylène (PHMB) (qui est utilisé accompagné d'un algicide) a été interdit dans les piscines publiques françaises en 2010 ;
- l'oxygène actif (plus écologique, mais réservé aux petits bassins ; contient du H2O2, du KMnO4 ou du H3K5O18S4). Ce produit étant un précurseur d'explosif, il devient de plus en plus compliqué de s'en procurer.

Il existe des appareils permettant d'automatiser le traitement de l'eau. Les systèmes les plus utilisés sont :
- Électrolyse de sel : formation d'hypochlorite de sodium à partir de NaCl ;
- Chlorinateur : doseur de brome ou de chlore avec mesure en continu ;
- Système cuivre / argent (qui ne peut être utilisé qu'en complément d'une désinfection par un produit chloré)[13] ;
- Système d'ozone : injection dans le circuit d'eau par un ozonateur (qui ne peut être utilisé qu'en complément d'une désinfection par un produit chloré) ;
- Système ultraviolets (UV) (qui ne peut être utilisé qu'en complément d'une désinfection par un produit chloré).

Sont autorisés par la DASS dans les piscines publiques en France : le chlore liquide et le brome liquide (la version liquide du brome étant difficile à trouver en France, la croyance veut que seul le chlore liquide soit autorisé).

#### Autres produits utilisés
Le maintien d'une bonne qualité d'eau est essentiel pour garder une piscine propre et correctement désinfectée. Les principaux produits utilisés sont :
- pH+ et pH- : pour maintenir le pH entre 7,2 et 7,8 en fonction du type de piscine, afin que les désinfectants (chlore, brome, etc.) soient à leur efficacité optimum ;
- TAC+ et TAC- : pour corriger l'alcalinité de l'eau ;
- TH+ : permet d'augmenter la dureté de l'eau ;
- Anti-algues : traitement préventif ou curatif permettant généralement de réduire les phosphates de l'eau ;
- Floculant : solution liquide ou solide, pour améliorer la qualité de filtration d'un filtre à sable.

Le pH (potentiel hydrogène), le TH (titre hydrotimétrique) et le TAC (titre alcalimétrique complet) permettent également de calculer la balance de Taylor qui permet d'évaluer le caractère agressif ou déposant d'une eau.

### Hivernage
Lorsque la piscine n'est plus utilisée, en hiver, un certain nombre de précautions doivent être prises afin de les protéger. La piscine étant un réservoir à eau, il convient de la protéger du froid dans les régions à risque de gel. Les piscines fonctionnent généralement tout l'hiver pendant au moins quelques heures durant les plus froides, entre 4 et 6 heures du matin (risque de gel). Il est souvent conseillé de bâcher le bassin pour le protéger des feuilles et autres déchets. Les manipulations varient en fonction du type de piscine et de son revêtement.

### Eau polluée
La pollution de l'eau provoque différents symptômes :
- Eau trouble blanche : caractérisée par de la « poussière » dans l'eau, souvent provoquée par un temps orageux qui peut temporairement troubler l'eau. Une eau laiteuse peut aussi être liée à un manque de filtration ou un nettoyage des filtres insuffisant[Note 4]. L'utilisation de floculant permet l’agglomération de la poussière afin de clarifier l'eau ;
- Eau trouble verte : généralement liée à la présence d'algues et qui peut être corrigée en augmentant la filtration et la dose d'algicide. L'exposition directe de la piscine au soleil augmente rapidement la quantité d'algues dans le bassin, la durée de la filtration doit être réglée en conséquence. L'utilisation de la « bâche a bulles » réduit l'exposition directe au soleil et la prolifération des algues mais maintient aussi une température élevée la nuit ce qui augmente la prolifération des bactéries et autres polluants. Au remplissage, une eau verte fluo peut signifier une alcalinité trop basse ;
- Parois vertes : (avec eau transparente) signifie généralement que la désinfection est insuffisante. Peut aussi indiquer la présence importante de phosphates ou d'algues résistantes (type algue moutarde).

## Équipements d'une piscine

### Chauffage du bassin

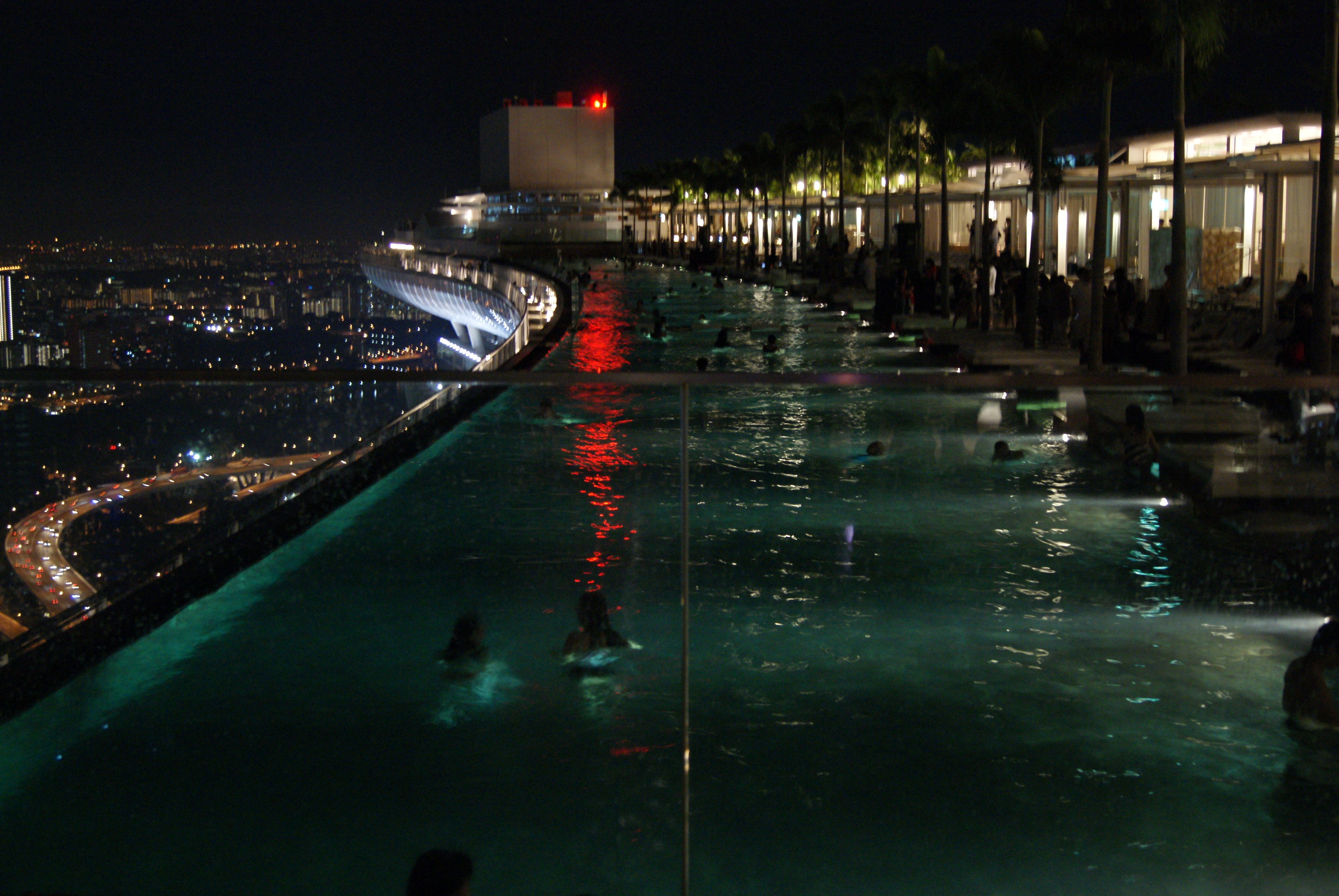
La piscine à débordement du Marina Bay Sands de Singapour, à deux cents mètres de hauteur.

L'eau de piscine peut être chauffée. Pour cela, plusieurs solutions sont envisageables :
- Chauffage par pompe à chaleur : fonctionnant sur le même principe qu'une climatisation (air-air), une pompe à chaleur (air-eau) récupère les calories de l'air afin de chauffer l'eau de la piscine ;
- Chauffage par réchauffeur électrique (gourmand en énergie mais permettant un chauffage rapide) ;
- Chauffage par échangeur à plaque permettant de transférer le pouvoir calorifique d'un système domestique (chauffage au fioul, au gaz, etc.) à l'eau de la piscine ;
- Chauffage par chaudière à gaz (réservé aux piscines publiques) ;
- Chauffage solaire : chauffage solaire via un capteur solaire non vitré (réseau de tubes plastiques noirs) dans lequel circule l'eau du circuit de filtration (solution la plus simple et la moins performante), ou via un système solaire à tubes sous vide qui permet d'utiliser la piscine pendant une période plus importante.

Quelle que soit la solution de chauffage, l'installation peut être rendue plus efficace par l'utilisation d'une bâche isolante (généralement plastique à bulle) flottant sur l'eau et isolant ainsi la surface. Le refoulement par le fond du bassin permet un meilleur rendement thermique. Les déperditions thermiques par convection (vent) ou par rayonnement (nuit étoilée ou journée sans soleil) sont ainsi réduites.

### Domotique
La domotique pour piscines permet l'analyse de l'eau, l'automatisation du temps de filtration, l'allumage à distance du chauffage, la désinfection optimisée ou encore l'allumage des projecteurs. La majorité des appareils fonctionnent par contrôle de l'alimentation électrique ou contrôle des détecteurs de débits (présent notamment sur les pompes à chaleurs, les électrolyseurs au sels…). Les systèmes domotiques fonctionnent sur des algorithmes liant la température de l'eau, la température de l'air, le RedOx (potentiel désinfectant), le pH et la conductivité.

### Sécurisation du bassin en France
Depuis janvier 2006, la loi française impose le choix d'un dispositif de sécurité afin d'éviter les noyades accidentelles d'enfants à la suite de chutes dans les bassins. D'après la norme en vigueur, les différents systèmes possibles sont les suivants :
- une alarme : posée sur la margelle avec un bec plongeant, sous la margelle à moitié immergée ;
- une alarme périmétrique : composé de poteaux équipés de laser, activant une alarme dès franchissement des faisceaux ;
- une clôture de sécurité : barrière périphérique empêchant l'accès à la piscine d'un minimum de 1,20 m[14] ;
- un volet roulant automatique : couverture flottante faite de lame PVC, permettant d'enrouler et de dérouler un rideau empêchant l'accès à la piscine ;
- une bâche : que ce soit un filet de sécurité (attaché sur le tour de la piscine) ou une bâche à barre, la bâche rend impossible l'accès au bassin et permet de protéger le bassin des feuilles ;
- une couverture à barres ou automatique; une couverture d’hivernage de sécurité opaque ou filtrante
- un abri : structure de type véranda permettant de fermer l'espace piscine et d'en profiter sur une plus grande période.

Les noyades en piscine représentent moins de 5 % des noyades en France.

## Réglementation

### Urbanisme en France

#### Autorisation administrative
La construction d'une piscine représente un ouvrage comptabilisé dans l'occupation du sol.
En France, la construction d'une piscine est soumise à la réglementation de l'urbanisme dont les règles varient en fonction de la taille du bassin (moins de 10 m2, de 10 à 100 m2 et plus de 100 m2), des aménagements existants (pourcentage d'occupation du sol, Plan local d'Urbanisme, autorisation des Architectes des Bâtiments de France) et de la destination de la piscine (piscine ouverte au public suivant les normes de l'Agence régionale de santé).
L'installation d'une piscine hors sol oblige à respecter les mêmes règles que pour l'installation ou la construction d'une piscine enterrée. En effet, toute piscine installée plus de 3 mois dans l'année (15 jours dans les zones classées) nécessitera une autorisation administrative : soit une déclaration préalable (piscine de 10 à 100 m2), soit un permis de construire (plus de 100 m2). Dans le cas des piscines de moins de 10 m2 ou des piscines installées moins de 3 mois dans l'année, aucune autorisation n'est requise, seul le respect des règles d'urbanisme est nécessaire (distance aux limites séparatives, PLU…). À noter que les piscines hors-sols ne sont pas concernées à cette date par l'obligation légale de les équiper d'un système de sécurité homologué.
| Surface de la piscine    | Construction sans abri (ou abri < 1,80 m ou abri < 5 m2 si > 1,80 m) | Construction avec abri (abri > 1,80 m et > 5 m2) |
| ------------------------ | -------------------------------------------------------------------- | ------------------------------------------------ |
| Bassin de moins de 10 m2 | Aucune autorisation                                                  | Déclaration préalable                            |
| Bassin de 10 à 100 m2    | Déclaration préalable                                                | Permis de construire                             |
| Bassin de plus de 100 m2 | Permis de construire                                                 | Permis de construire                             |

#### Rétention des eaux
Les PLU demandent généralement qu'un bassin de rétention soit mise en place permettant de collecter 70 litres par m2 de surface imperméable. Contrairement à la majorité des ouvrages, une piscine offre une garde d'eau souvent de plus de 100 millimètres permettant de collecter les pluies soit près de 100 litres au m2.

## Impact environnemental

### Consommation d'énergie
Selon EDF, une piscine de taille standard de 45 m3 (bassin de 8x4 m et de profondeur 1,4 m) utilisée pendant 5 mois (mai à septembre) consomme de 700 à 900 € d'électricité si le chauffage de l'eau est assuré par un réchauffeur électrique, l'utilisation d'une pompe à chaleur permet de réduire la facture de chauffage entre 150 et 300 €.
Pour le fonctionnement de la pompe de filtration, l'ADEME estime que la consommation est 1 690 kWh par an soit 294 € par an.
L'impact carbone d'une piscine est estimé à 200 kg de CO2 par an

### Consommation d'eau
De manière générale, parle d'utilisation de l'eau et non de consommation d'eau pour une piscine. En effet, contrairement à une douche ou une chasse d'eau, l'eau n'est pas directement consommée mais est conserver plusieurs années. L'utilisation d'eau a deux raisons :
- Le remplissage complet de la piscine : le Centre d’information sur l’eau (Cieau) considère que le premier remplissage d'une piscine et l'utilisation annuel de l'eau représente pour la première année entre 50 000 et 80 000 litres d’eau, soit entre 50 et 80 m3[20].
- Les appoints d'eau : avec l'évaporation, les baignades et le lavages de filtres, selon les professionnels des piscines, la consommation d’eau d’une piscine privée 8m x 4m s’élève en moyenne à 15 000 litres d’eau, soit environ 15m3. L'utilisation annuelle d'eau de toutes les piscines de France est négligeable et représente à peine 0,08% de la consommation annuelle du pays.

### Évolution des constructions de piscines en France
Malgré les conséquences du réchauffement climatique, la construction de piscines a connu une augmentation exponentielle au cours des 5 dernières années. Entre 2017 et 2022, 58 410 permis de construire ont été délivrés, portant le nombre total de piscines privées en France à 3,2 millions.
Cela représente une piscine pour 21 habitants, un record en Europe.
Les régions côtières du sud de la France, notamment l'Occitanie, la Nouvelle-Aquitaine et la Provence-Alpes-Côte d'Azur, sont les plus actives en matière de construction de piscines.
Le chiffre d'affaires du secteur a augmenté de 33% en 2021, après la crise sanitaire.
Les raisons de cette augmentation comprennent la démocratisation des piscines, le développement du télétravail et l'aménagement des espaces extérieurs.

## Hygiène
Les piscines publiques proscrivent de plus en plus (particulièrement en ville) le port du short de bain, celui-ci pouvant être porté ailleurs. De plus, elles imposent souvent une douche savonnée avant la baignade, même si la plupart des nageurs ne respectent pas cela et arrivent secs dans le bassin.
En outre, il est interdit de cracher, uriner ou manger aux abords de la piscine. La réaction entre l'urée ou la sueur et les hypochlorites (désinfectant) produit des chloramines, molécules irritant la peau et à long terme, pour le personnel des piscines, pouvant provoquer des allergies et des troubles respiratoires.
Un autre problème est la mode du sagging, le fait de porter un caleçon sous le maillot, en le faisant dépasser lequel a pu être déjà porté et contient souvent  de l'urine. Ainsi, les caleçons et shorts de bain sont interdits dans la majorité des piscines françaises, mais certains hommes mettent leur caleçon sous un jammer.
De surcroît, de nombreux nageurs (environ 20 %)  y compris professionnels, et surtout masculins, avouent uriner dans la piscine, tels que Michael Phelps ou Ryan Lochte, produisant une réaction chimique aboutissant en des trichloramines. Cependant, la gravité de l'acte est discutée par certains scientifiques.
La réaction du chlore avec les déchets organiques (peaux mortes, urine, sueur) forme des chloramines, plus précisément, les trichloramines et le chlorure de cyanogène pouvant causer des irritations des yeux, de la peau, voire de l'asthme et des maladies respiratoires chez le personnel (maîtres-nageurs) et les baigneurs réguliers. Le traitement des chloramines est essentiel pour toutes les piscines intérieures et peu ventilées.

## Dans la culture populaire
Outre une opportunité architecturale, la piscine constitue aussi une source de création pour les œuvres fictives, et cinématographiques notamment. En effet, ce lieu peut être un réel outil pour la poésie audiovisuelle, de par son esthétisme et son architecture d’une part, mais aussi en raison de tous les imaginaires liés au milieu aquatique. Ainsi, la piscine est représentée dans un grand nombre de films ou séries, et ce de manière parfois très différentes. La piscine étant un lieu clos, à l’abri des regards, cela permet de souligner cet enclavement social.
Au cinéma :
- La Piscine (film), un film franco-italien avec Romy Schneider et Alain Delon, réalisé par Jacques Deray, sorti en 1969.
- Le Grand Bain (film), une comédie dramatique française avec Guillaume Canet, Benoît Poelvoorde et Virginie Efira, réalisé par Gilles Lellouche, sorti en 2018.
- L'Effet Aquatique (film), un film français avec Samir Guesmi, Florence Loiret Caille et Philippe Rebbot, réalisé par Sólveig Anspac, sorti en 2016.
- Les Crevettes pailletées, une comédie française avec Nicolas Gob, Alban Lenoir et Michaël Abiteboul, réalisé par Cédric Le Gallo et Maxime Govare, sorti en 2019.
- Les Nageuses, un film dramatique avec Nathalie Issa et Manal Issa, réalisé par Sally El Hosaini, sorti en 2022.

A la télévision :
- Les Rois de la piscine, Lagoon Master ou encore Piscine de rêve, des émissions documentaires sur la construction des piscines